# Геттнер, Альфред
А́льфред Ге́ттнер (нем. Alfred Hettner; 6 августа 1859, Дрезден — 31 августа 1941, Гейдельберг) — немецкий географ, крупнейший методолог географии, один из создателей  хорологической концепции.

## Биография
Альфред Геттнер родился в семье известного дрезденского литературоведа и искусствоведа Германна Геттнера. В 1882—1884 и 1888—1890 годах путешествовал по Южной Америке, по возвращении в Германию опубликовал отчеты об этих экспедициях, которые привлекли к молодому ученому внимание научного сообщества. Интересы Геттнера были разнообразны — от геоморфологии и климатологии до социально-экономической географии и картографии.
В 1894—1899 годах Геттнер был профессором Лейпцигского университета, в 1899—1928 годах преподавал в Гейдельберге. В 1895 году им был основан журнал «Geographische Zeitschrift», главным редактором которого он был на протяжении сорока лет. В 1920-1931 годах Геттнер возглавлял Гейдельбергское отделение Немецкого колониального общества, организации, занимавшейся изучением вопросов, связанных с германскими колониями.

## Вклад в науку
Альфред Геттнер обобщил на теоретическом уровне и подкрепил большим количеством фактического материала созданную ранее Карлом Риттером хорологическую концепцию. Геттнер считал объектом изучения географии земное пространство с заполняющими его и взаимодействующими между собой предметами и явлениями. Связи между ними, согласно Геттнеру, имеют ландшафтную, причинно-следственную природу. К подобным системам географических объектов Геттнер относил и человеческое общество. Отдельные уникальные сочетания тех или иных объектов и явлений на определённой территории приводят к появлению географических стран (хоросов, пространств), которые являются объектом изучения страноведения.

## Критика
Идеи Геттнера нашли признание в англо-американских географических школах (в частности у Ричарда Хартсхорна и теоретиков школы пространственного анализа). В Советском Союзе с середины 1930-х годов учение Геттнера (названное «геттнерианство») было, напротив, объявлено лженаучным (главным образом, как взгляды представителя враждебного государства, имевшие много сторонников среди «оппозиционной» советской науки), его ученик А. А. Григорьев отказался от хорологических идей и выступил с публичной критикой учителя в вышедшей в 1966 году под его редакцией Краткой географической энциклопедии концепция Геттнера названа тупиковой. Работы Геттнера подвергались критике и в дальнейшем (из-за «влияния идеалистической философии», «игнорирования закономерностей развития общества», отсутствия «диалектического подхода» и т. п.). Хотя в постсоветские годы отношение к научному наследию Геттнера было полностью пересмотрено, его работы больше не переиздавались на русском языке.

## Основные работы
- "Russland" ( zweite erweiterte Ausgabe des Werkes "Das europäsche Russland", mit 23 Textkarten: Druck und Verlag von B.Teubner in Leipzig und Berlin 1916; Vorwort Heidelberg, im Februar 1916.Alfred Hettner )
- Die Einheit der Geographic in Wissenschaft und Unterricht (1919)
- Methodische Zeit- und Streitfragen в Geographische Zeitschrift, Bd. 29 (1923)
- География, её история, сущность и методы (Die Geographie, ihre Geschichte, ihr Wesen und ihre Methoden), 1927 (русский перевод в 1930)
- Vergleichende Landerkunde (Bd 1—4, 1933—35)
- Gesetzma6igkeit und Zufall in der Geographie (1935)
- Allgemeine Geographie des Menschen (Bd 1—3, 1947—57)